# Aphyssura arenicola
Aphyssura arenicola är en tvåvingeart som beskrevs av Norris 1999. Aphyssura arenicola ingår i släktet Aphyssura och familjen spyflugor. Inga underarter finns listade i Catalogue of Life.